# Arquidiocese de Filadélfia
A Arquidiocese de Filadélfia (em latim: Archidioecesis Philadelphia) é uma circunscrição eclesiástica católica da cidade de Filadélfia na região sudeste do estado da Pensilvânia, Estados Unidos. Ele cobre a Cidade e Condado de Filadélfia, bem como os municípios de Bucks, Chester, Delaware, e Montgomery. A diocese foi erigida pelo Papa Pio VII em 8 de abril de 1808, a partir do territórios da Arquidiocese de Baltimore. Originalmente, a diocese incluía toda a Pensilvânia, Delaware, e sete municípios e partes de três municípios em Nova Jersey. A diocese foi elevada à dignidade de Arquidiocese Metropolitana em 12 de fevereiro de 1875. A sede do arcebispo é a Basílica-Catedral de São Pedro e Paulo.
É também a Sé episcopal Metropolita da Província eclesiástica de Filadélfia, que inclui as sedes sufragâneas episcopais de Allentown, Altoona-Johnstow, Erie, Greensburg, Harrisburg, Pittsburgh, e Scranton. O território da província é coextensiva com o estado da Pensilvânia.

## História
A história da Igreja Católica na região remonta a William Penn e quando Missa foi instalada, já em 1707. Em 8 de abril de 1808, a dioceses sufragânea de Boston, Nova Iorque, Filadélfia e Bardstown (mudou-se para Louisville em 1841) foram erguidas pelo Papa Pio VII a partir do território da Diocese de Baltimore, que foi simultaneamente elevada à categoria de arquidiocese metropolitana. Michael Francis Egan foi nomeado como o primeiro bispo e foi consagrado como bispo em 28 de outubro de 1810, pelo Arcebispo John Carroll.
Em 1868, as dioceses de Harrisburg, Scranton, e Wilmington foram erguidas a partir do território da diocese. Filadélfia foi elevado a uma arquiepiscopal metropolitana em 12 de fevereiro de 1875, com Harrisburg e Scranton como dioceses sufragâneas. Em 28 de janeiro de 1961, os cinco municípios do norte de Berks, Carbono, Lehigh, Northampton, e Schuylkill foram separou da arquidiocese, para criar a Diocese de Allentown.
Em 1969, a arquidiocese tinha crescido para 1.351.704 paroquianos, 1.096 sacerdotes diocesanos, 676 padres de institutos religiosos e 6622 mulheres religiosas.
A partir de 2005, os membros da diocese e de sua hierarquia têm sido fortemente impactado por escândalos de abuso sexual. Dois relatórios do júri, declarações de culpa e convicções indicam administrativa manuseio incorreto de casos e outras questões.
Em fevereiro de 2012, a diocese anunciou a maior reorganização de seu sistema de ensino fundamental e médio da educação, com o fechamento de escolas numerosas recomendados e / ou fusões.
Em uma quinta-feira, 23 de agosto o artigo notícias e história de 2.012 on-line sobre escolas da arquidiocese por Lou Baldwin do Catholic News Service (CNS), foi anunciado que a Fé na Fundação Futuro iria assumir a gestão dos 17 escolas arquidiocesanas do ensino médio e as quatro escolas especiais de educação.

## Bispos e Arcebispos
| #               | Nome                                  | Período    | Notas                                        |
| Arcebispos      | Arcebispos                            | Arcebispos | Arcebispos                                   |
| --------------- | ------------------------------------- | ---------- | -------------------------------------------- |
| 10º             | Nelson Jesus Perez                    | 2020-      | Atual                                        |
| 9º              | Charles Joseph Chaput, O.F.M.Cap.     | 2011-2020  |                                              |
| 8º              | Justin Francis Cardeal Rigali         | 2003-2011  |                                              |
| 7º              | Anthony Joseph Cardeal Bevilacqua †   | 1987-2003  |                                              |
| 6º              | John Joseph Cardeal Krol †            | 1961-1988  |                                              |
| 5º              | John Francis Cardeal O'Hara, C.S.C. † | 1951-1960  |                                              |
| 4º              | Dennis Joseph Cardeal Dougherty †     | 1918-1951  |                                              |
| 3º              | Edmond Francis Prendergast †          | 1911-1918  |                                              |
| 2º              | Patrick John Ryan †                   | 1884-1911  |                                              |
| 1º              | James Frederick Bryan Wood †          | 1875-1883  |                                              |
| Bispo-auxiliar  |                                       |            |                                              |
|                 | Keith James Chylinski                 | 2023-      | Atual                                        |
|                 | Christopher Randall Cooke             | 2023-      | Atual                                        |
|                 | Efren Veridiano Esmilla               | 2023-      | Atual                                        |
|                 | Edward Michael Deliman                | 2016-2022  |                                              |
|                 | Michael Joseph Fitzgerald             | 2010-2023  | Bispo auxiliar emérito                       |
|                 | John Joseph McIntyre                  | 2010-      | Atual                                        |
|                 | Timothy Christian Senior              | 2009-2023  | Nomeado Bispo de Harrisburg                  |
|                 | Daniel Edward Thomas                  | 2006-2014  | Nomeado Bispo de Toledo                      |
|                 | Joseph Robert Cistone                 | 2004-2009  | Nomeado Bispo de Saginaw                     |
|                 | Joseph Patrick McFadden               | 2004-2010  | Nomeado Bispo de Harrisburg                  |
|                 | Michael Francis Burbidge              | 2002-2006  | Nomeado Bispo de Raleigh                     |
|                 | Robert Patrick Maginnis               | 1996-2010  |                                              |
|                 | Joseph Francis Martino                | 1996-2003  | Nomeado Bispo de Scranton                    |
|                 | Edward Peter Cullen                   | 1994-1997  | Nomeado Bispo de Allentown                   |
|                 | Francis Bible Schulte                 | 1981-1985  | Nomeado Bispo de Wheeling-Charleston         |
|                 | Louis Anthony DeSimone                | 1981-1997  |                                              |
|                 | Edward Thomas Hughes                  | 1976-1986  | Nomeado Bispo de Metuchen                    |
|                 | Martin Nicholas Lohmuller             | 1970-1994  |                                              |
|                 | Thomas Jerome Galês                   | 1970-1974  | Nomeado Bispo de Arlington                   |
|                 | John Joseph Graham                    | 1963-1988  |                                              |
|                 | Gerald Vincent McDevitt               | 1962-1980  |                                              |
|                 | Cletus Joseph Benjamin                | 1960-1961  |                                              |
|                 | Francis James Furey                   | 1960-1963  | Nomeado Bispo-coadjutor de San Diego         |
|                 | Joseph Mark McShea                    | 1952-1961  | Nomeado Bispo de Allentown                   |
|                 | Joseph Carroll McCormick              | 1947-1960  | Nomeado Bispo de Altoona-Johnstown           |
|                 | Gerald Patrick Aloysius O'Hara        | 1929-1935  | Nomeado Bispo de Savannah                    |
|                 | Michael Joseph Crane                  | 1921-1928  |                                              |
|                 | John Joseph McCort                    | 1912-1920  | Nomeado Bispo-coadjutor de Altoona-Johnstown |
|                 | Edmond Francis Prendergast            | 1896-1911  | Elevado a Arcebispo                          |
| Bispos          |                                       |            |                                              |
| 6º              | James Frederick Bryan Wood †          | 1860-1875  |                                              |
| 5º              | John Nepomucene Neumann, C.Ss.R. †    | 1852-1860  |                                              |
| 4º              | Francis Patrick Kenrick †             | 1842-1851  | Nomeado Arcebispo de Baltimore               |
| 3º              | Henry Conwell †                       | 1819-1842  |                                              |
| 2º              | Adolphus Louis Barth de Walbach †     | 1817-1818  |                                              |
| 1º              | Michael Francis Egan, O.F.M.Rec. †    | 1808-1814  |                                              |
| Bispo-coadjutor |                                       |            |                                              |
|                 | James Frederick Bryan Wood            | 1857-1860  |                                              |
|                 | Francis Patrick Kenrick               | 1830-1842  |                                              |